# Thinouia ventricosa
Thinouia ventricosa är en kinesträdsväxtart som beskrevs av Ludwig Radlkofer. Thinouia ventricosa ingår i släktet Thinouia och familjen kinesträdsväxter. Inga underarter finns listade i Catalogue of Life.